# Ursicí
|  | Aquest article tracta sobre el sant. Si cerqueu l'antipapa, vegeu «Ursí». |

Ursicí (en llatí Ursicinus) va ser un metge i màrtir romà nadiu de la Ligúria que va desenvolupar la seva activitat a Ravenna. És venerat com a sant al si de l'Església catòlica, commemorant-se'n la memòria el 28 d'abril, però no apareix a l'església grega. El significat del mot Ursicinus (d'ursus, os), va fer que a Catalunya, Ursicí també fos conegut com a Sant Ós, i que es digués que era pelut i amb tot el cos cobert de pèls. Per això, els barbers els veneraven com a sant patró.

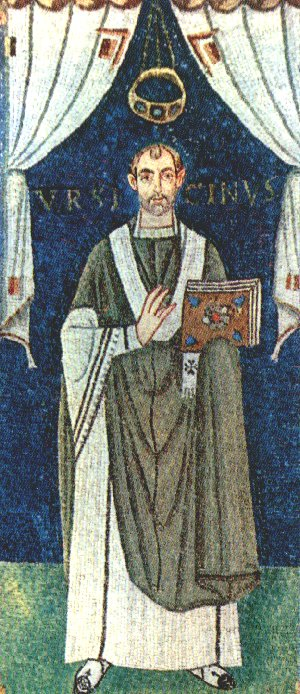
Ursicí, mosaic del s. VI a Sant'Apollinare in Classe

Va compartir el martiri amb Vidal de Ravenna, pare de Gervasi i Protasi i, com ells, hi ha fonts que el situen al segle i i d'altres al segle iii. Es va convertir al cristianisme en un període molt primerenc, potser per alguns seguidors directes dels apòstols, i va anar a Ravenna on va fer nombroses curacions i aprofitava per convertir als seus pacients al cristianisme. Detingut per ordre de Gai Suetoni Paulí va patir martiri l'any 67 i va ser cruelment torturat. Condemnat a mort, de camí al patíbul i davant de la propera mort, va tenir por i va defallir; Vidal el va encoratjar. Va ser decapitat i enterrat, juntament amb Vidal. La narració és llegendària i no se'n té més documentació. La basílica de San Vitale, consagrada el 548, ja tenia un altar dedicat a Sant Ursicí, que també és representat amb Vidal, Gervasi i Protasi a la filera de sants en mosaic.